# Émile Allegret
Émile Joseph Auguste Allegret (* 24. April 1907 in Dijon; † 22. November 1990 in Vaux-sur-Mer) war ein französischer Soldat und Mitglied des französischen Widerstands während des Zweiten Weltkriegs.

## Biografie
Nach der Sekundarschule diente er 1926 fünf Jahre in der französischen Luftwaffe. Als Unteroffizier absolvierte er den Lehrgang zum Élève aspirant (Ausbildungsstudent) (EOR). Anschließend schloss er sein Studium an der École nationale de l’aviation civile ab und wurde Ingenieur und Testpilot. Als Reserveoffizier hielt er sich als Fluglehrer in Royan auf, als im September 1939 der Krieg erklärt wurde. Er wurde am 18. Juni 1940 einberufen, weigerte sich aber, nach dem zweiten Waffenstillstand in Compiègne, für die deutsche Luftwaffe zu fliegen.
Émile Allegret schloss sich daraufhin dem französischen Widerstand an. Da er gezwungen war, seine Identität zu verbergen, wurde er Agent der Widerstandsbewegung Organisation civile et militaire. Nach seinem Eintritt in die Gruppe des 6. Arrondissements von Paris führte er Informationsmissionen an der Atlantikküste und insbesondere in Royan durch, wo er die Lage von Befestigungsanlagen und Küstenverteidigungsbatterien aufdeckte. Ihm gelang es, die im Keller des Rathauses von Royan gelagerten Waffen und Munition zu entwenden. Von der Gestapo gejagt, musste er Frankreich verlassen. Er gelangte am 24. Dezember 1942 über die Pyrenäen nach Spanien.
Am 25. Januar 1943 meldete er sich bei der französischen Mission in Gibraltar bei den Freien Französischen Streitkräften. In London angekommen, wurde er am 13. Februar 1943 in die Freien Französischen Streitkräfte eingegliedert und trat am 5. März 1943 der Schwadron „Squadron 342“ der Bombardierungsgruppe „Lorraine“ bei. Er flog am 23. Dezember 1943 und erneut am 5. und 9. Februar 1944 Angriffe gegen deutsche Flugabwehrgeschütze. Während dieser Zeit, im Januar 1944, übernahm Leutnant Allegret das Kommando über das Geschwader „Metz“ und vervielfachte die Bombenangriffe. Anschließend beteiligte er sich am 6. Juni 1944 an der historischen Nebelwandmission für die Landung der US-amerikanischen Truppen an der Küste der Normandie. Am 27. Januar 1945 wurde er im Dienst schwer verletzt. Er beendete den Krieg im Rang eines Hauptmanns. Er führte insgesamt mit „Lorraine“ 55 Bombenangriffe, darunter mehrere Luftbombenanschläge.
Nach dem Krieg begann Émile Allegret eine Karriere als Flugsicherungsingenieur. Er trat 1961 als Ingenieur der Flugsicherungsabteilung in das Secrétariat général de l’aviation civile (Zivilluftfahrtabteilung) ein. Er wurde Leiter des Flughafens Toulouse-Blagnac. Zuletzt war er als Chefassistent am Flughafen Nizza Côte d’Azur tätig, bevor er im Mai 1968 in den Ruhestand ging.
Émile Allegret starb am 22. November 1990 im Alter von 83 Jahren in Vaux-sur-Mer.

## Ehrungen
- Légion d’honneur
- Compagnon de la Libération
- Croix de guerre 1939–1945
- Médaille de la Résistance
- Croix du combattant volontaire de la Résistance
- Médaille des évadés
- Médaille de l’Aéronautique
- Médaille commémorative des services volontaires dans la France libre
- Distinguished Flying Cross
- Service militaire volontaire argent
- Médaille de la France libérée
- European African middle eastern campaign medal[5]